# Top Trumps
Top Trumps (llamado Super Triumph en América Latina) es un juego de cartas que fue publicado por primera vez en 1978. Cada una de las cartas contiene una lista con datos numéricos, y el juego consiste en comparar tales valores para intentar superar los del oponente y así ganar su carta. Una amplia variedad de diferentes paquetes de Top Trumps han sido publicados.

## Reglas
Cada paquete de cartas está basado en un tema central, por ejemplo, automóviles, aviones, libros, barcos, dinosaurios o personajes de películas o series de televisión populares. Cada carta del paquete incluye una lista de datos numéricos sobre el ítem. Por ejemplo, en un paquete de automóviles, cada carta muestra un modelo diferente de auto y entre las estadísticas y datos pueden estar el tamaño de su motor, peso, longitud o velocidad máxima. Si, en cambio, el tema es una serie de televisión o película, las cartas incluyen entonces personajes y los datos van desde cosas tales como su fuerza o valentía hasta su moda y belleza, dependiendo del criterio.
Todas las cartas se reparten entre los jugadores. El juego requiere al menos dos jugadores y por lo menos una carta para cada jugador. El jugador que empieza (por lo general el jugador a la izquierda de quien reparte las cartas) selecciona una de las categorías de la primera carta en su pila y lee en voz alta su valor. A continuación, cada uno de los jugadores va leyendo en voz alta el valor de la misma categoría en sus cartas. La persona con el mejor valor (por lo general el valor más alto, pero podría también ser el valor más bajo en casos como el peso de un automóvil deportivo o el tiempo de un velocista, por ejemplo) gana la ronda y toma todas las cartas de la ronda, poniéndolas en la parte inferior de su pila. El ganador entonces da vuelta a su nueva carta superior y elige la categoría para la siguiente ronda.
En caso de que haya un empate, las cartas se ponen en el centro y la misma persona que eligió la categoría en la ronda anterior elige una nueva categoría para la siguiente carta. El ganador de esta última ronda gana todas las cartas que haya en el centro, así como la carta superior de cada jugador.
Cuando un jugador queda sin cartas es eliminado del juego, y el ganador es quien quede con el paquete completo. Algunas variantes de las reglas permiten la 'selección de tres cartas', situación en la que a un jugador a quien solo le queden tres cartas se le permite elegir con cuál de sus tres cartas restantes jugar. Normalmente, esta regla alarga considerablemente el juego.

## Historia
Top Trumps, lanzado en 1978, fue un juego de cartas popular entre adultos y niños en el Reino Unido en las décadas de 1970 y 1980, especialmente entre los niños varones, para quienes se convirtió en un pasatiempo popular durante el recreo en las escuelas. Esto se reflejó generalmente en los temas de las cartas, que incluían equipos militares, modos de transporte y autos de carreras. Los paquetes tendían a tener un precio para que los niños coleccionaran nuevos paquetes ahorrando dinero de bolsillo por unas semanas.
El Top Trumps original se lanzó en 1978 e incluía once paquetes diferentes que eran vendidos a 50 peniques cada uno, publicados por una empresa llamada Dubreq. Dubreq también fue conocido por el Reino Unido por producir el Stylophone. Dubreq fue adquirida por Waddingtons en 1982, compañía que continuó produciendo paquetes de cartas hasta principios de la década de 1990. Los paquetes de este período son actualmente coleccionables.

## Winning Moves UK y Winning Moves Alemania

### Relanzamiento moderno
En 1992, los derechos del juego fueron comprados por Winning Moves UK, compañía del Reino Unido que volvió a lanzar el juego. Los temas abordados son más diversos y entre ellos están:
- Vehículos: Autos superdeportivos, Camiones de Carreras, Motos y Motonetas (escúteres)
- Equipos militares: Buques de Guerra, Aviones Militares
- Ciencia:  Fenómenos Espaciales, Dinosaurios
- Ingeniería:  Rascacielos
- Fauna y flora: Depredadores, Tiburones, Fauna y flora/Vida marina en peligro de extinción
- Mascotas:  El Perro
- Deportes: Fútbol, Críquet, Lacrosse, Rugby, Lucha libre de la WWE, NBA
- Entretenimiento:  Estrellas de Películas, Puntuación, Grandes Hits de Estrellas de Pop (x3), The X Factor
- Personajes de libros:  El Mundo de Roald Dahl: Héroes y Villanos, Jacqueline Wilson
- Cómics: The Beano, Super Héroes & Villanos de Márvel (x17), Super Héroes de DC (x2)
- Series de televisión: Los Simpson (x4), 24, Top Gear, Little Britain, Buffy, Ángel, Doctor Who (x4), Star Wars: Las Guerras Clónicas, Power Rangers (x4), Merlín, Only Fools y Horses
- Películas: El Señor de los Anillos (x3), Star Wars (x5), Crónicas de Narnia, Harry Potter (x6), Transformers (x2), Disney Pixar
- Temas:  Terror, Halloween

En estos nuevos paquetes se incluye una descripción o biografía del ítem de cada carta, además de las estadísticas y datos numéricos. Las cartas pueden de esta forma brindar un aprendizaje camuflado, o un aprendizaje por medio del juego, en tanto leer sobre los hechos escritos en las tarjetas y mejorar la memoria y las habilidades matemáticas por medio del uso de la comparación de datos, añade beneficios educativos.
Muchos de estos nuevos paquetes, tal como ocurrió con sus predecesores, se están volviendo atractivos para coleccionista, especialmente aquellos que se venden por tiempo limitado (por ejemplo, los que están asociados con películas) o aquellos que han sido comisionados especialmente, por ejemplo, paquetes promocionales.
Winning Moves UK divide sus diferentes paquetes en categorías basadas en las licencias y en el rango de edad al que se dirigen. Entre las categorías empleadas se encuentran Clásicos (paquetes que no requieren licencia, así como los que se publicaron antes de que Winning Moves UK empezara a categorizar sus paquetes), Especiales (vendidos a precios más altos a razón de que necesitan licencia), Juniors (dirigidos a un público más joven, incluyen 24 tarjetas en lugar de 30 y vienen en estuches de formas diferentes) y Ediciones Limitadas (paquetes que tienen existencias limitadas y que están dirigidas a 'Niños Grandes'). Esta compañía también ha introducido una nueva gama llamada Muy Especiales que a 2018 incluía dos paquetes, el paquete Royal Wedding (boda real) y el paquete Festivales.